# La Chapelle-du-Bourgay
La Chapelle-du-Bourgay is een gemeente in het Franse departement Seine-Maritime (regio Normandië) en telt 121 inwoners (2005). De plaats maakt deel uit van het arrondissement Dieppe.

## Geografie
De oppervlakte van La Chapelle-du-Bourgay bedraagt 3,0 km², de bevolkingsdichtheid is 40,3 inwoners per km².
De onderstaande kaart toont de ligging van La Chapelle-du-Bourgay met de belangrijkste infrastructuur en aangrenzende gemeenten.

## Demografie
Onderstaande figuur toont het verloop van het inwonertal (bron: INSEE-tellingen).